# Xue Mingxing
Xue Mingxing (* 20. Februar 1982) ist ein chinesischer Straßenradrennfahrer.
Xue Mingxing begann seine Karriere 2006 bei dem chinesischen Marco Polo Cycling Team. Im Juni wechselte er nach Hongkong zu dem Continental Team Purapharm. 2009 bis 2013 fuhr er für die chinesische Mannschaft MAX Success Sports. Bei den Ostasienspielen gewann Xue die Silbermedaille im Mannschaftszeitfahren. Er startete auch im Straßenrennen, das er jedoch nicht beendete.

## Erfolge
2009
- Ostasienspiele – Mannschaftszeitfahren (mit Ji Xitao, Song Baoqing und Xu Gang)

2012
- Chinesischer Meister – Einzelzeitfahren

## Teams
- 2006 Marco Polo Cycling Team (bis 26. Juni)
- 2006 Purapharm (ab 27. Juni)

- 2009 MAX Success Sports
- 2010 Champion System-MAX Success Sports
- 2011 MAX Success Sports
- 2012 MAX Success Sports
- 2013 MAX Success Sports